# Michelle McCool
Pour les articles homonymes, voir McCool.
Michelle Leigh McCool, est une catcheuse américaine (née le 25 janvier 1980 à Palatka, Floride, États-Unis). Elle est principalement connue pour son travail à la World Wrestling Entertainment.
Elle est devenue en 2008, à l'occasion de The Great American Bash, la toute première championne des Divas de la WWE. Après avoir remporté à deux reprises le championnat féminin de la WWE (avec en plus co-règne officieux avec Layla), elle unifie les deux titres en 2010 lors de Night of Champions en battant Melina, pour devenir l'unique championne Unifiée des Divas.
Le 1er mai 2011, Michelle McCool quitte la WWE parce qu'elle souhaite fonder une famille.

## Jeunesse
Michelle McCool est née à Palatka, en Floride. Elle y grandit et regarde les émissions de la World Wrestling Federation à la télévision avec son père et son grand-père. Au lycée, elle fait partie des équipes de volleyball, de softball et de basketball.
Après le lycée, elle obtient une bourse pour étudier au Pasco–Hernando State College (en) où elle est membre de l'équipe de softball. Elle reste dans cette université qu'un an mais fait partie de la FCSAA All Academic Team de l'année 1999. Elle rejoint l'université d'État de Floride où elle obtient un bachelor en sport. Une fois diplômée, elle enseigne dans une middle school à Palatka.

## Carrière

### World Wrestling Entertainment (2004-2011)

#### Divas Search et Ohio Valley Wrestling (2004)
McCool arrive à la World Wrestling Entertainment comme candidate pour le WWE Diva Search 2004, où elle est la 4e éliminée. Malgré sa défaite, elle signe quand même un contrat de développement de trois ans en novembre 2004 et catche à l'Ohio Valley Wrestling.

#### Débuts (2004-2006)
Elle arrive à SmackDown en tant que face avec un gimmick d'entraineur, en référence à son ancien emploi. McCool voulait vraiment devenir catcheuse et pas seulement devenir célèbre[réf. nécessaire].
Après avoir participé à de nombreux matchs de débutant et des concours de beauté, elle aura sa première chance à SmackDown!, en faisant équipe avec The Big Show pour battre Dawn Marie et René Duprée le 3 mars 2005. McCool et Dawn Marie eurent une rivalité de quelques semaines, que Marie remportera.
Quelques mois plus tard, McCool interviendra dans la rivalité entre MNM et Heidenreich lorsqu'elle défendra Heidenreich contre le manager d'MNM Melina. Melina et McCool commenceront alors une rivalité, ce qui permettra à Melina de débuter à SmackDown! comme catcheuse. Après le match, MNM exécutera sur McCool leur prise de finition, le Snapshot.
McCool sera envoyé dans la branche de la WWE d'Atlanta en Géorgie, le Deep South Wrestling (DSW), où elle catchera, fera des interviews, et commentera des matchs avec Nigel Sherrod. Elle aura aussi une rivalité avec Angel Williams. Elle sera par la suite hospitalisée, et sera éloignée des ring pour plusieurs semaines. Elle sera aussi transférée à l'Ohio Valley Wrestling (OVW) durant sa convalescence. Une fois à l'OVW, elle commencera à entrainer Amish Roadkill et K. C. James.

#### Divas Champion (2006-2008)

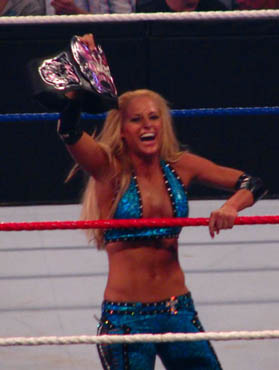
Michelle McCool devient la première championne des Divas de la WWE, en battant Natalya lors du Great American Bash en 2008

Elle retourne à SmackDown! le 2 juin 2006, catchant comme heel avec un gimmick de professeur sexy, encore en référence à son ancien emploi. Dans les semaines qui suivirent son arrivée, elle s'alignera avec Kristal Marshall dans une rivalité avec Jillian Hall et Ashley Massaro qui sont alors face. Ceci se terminera par un Fatal Four Way Bra and Panties match à The Great American Bash, que Ashley gagnera. McCool gagnera son premier match le 28 juin 2006 à SmackDown!, battant Hall par un compte de trois illégal car elle utilisa les cordes  pour maintenir Hall, mais l'arbitre ne le remarqua pas.
Peu après, elle deviendra manager de l'équipe de K. C. James et Idol Stevens, qui, à cause de leur association avec elle, sera surnommé The Teacher's Pets. Le trio commencera une rivalité avec Paul London et Brian Kendrick, et leur manager Ashley, pour le WWE Tag Team Championship, mais il ne remporteront jamais le titre. La rivalité se terminera quand London et Kendrick gagneront le blow off match à No Mercy 2006 en octobre.
Le 28 novembre 2006, McCool fut hospitalisée à cause d'une blessure au rein, d'une fracture du sternum, et d'un déséquilibre d'electrolyte. Pendant son absence, James et Stevens retourneront à l'OVW. Elle sortira de l'hôpital le 2 décembre 2006.
McCool revient le 30 mars 2007, à SmackDown, où elle participe à un 10-Diva Tag Team Match et à un Lumberjill match à WrestleMania 23 entre Ashley et Melina. McCool redevient Face encore une fois quand elle vient en aide à Ashley après qu'elle fut attaquée par Jillian Hall, ce qui entama une courte rivalité entre elle et Jillian. Le 28 mai 2007 à RAW, McCool gagne le Memorial Day Bikini Blast Battle Royal en éliminant Melina en dernier, et aura donc droit à une séance photo spéciale de WWE.com. À SummerSlam (2007), McCool dispute un battle royal pour déterminer la challengeuse numéro une au titre féminin de la WWE détenu par Candice Michelle et elle est la dernière éliminée par Beth Phoenix.
McCool devient ensuite la manager de la petite amie (de kayfabe) de Chuck Palumbo, et prend part à sa rivalité avec Jamie Noble.
McCool et Palumbo font alors divers matches par équipe mixte face à Victoria et Kenny Dykstra. Le 12 novembre, elle gagne un match par équipe avec Mickie James et Kelly Kelly contre Jillian Hall, Melina et Layla le lendemain, elle gagne avec Kelly Kelly contre Melina et Layla au Survivor Series  elle gagne un match avec Torrie Wilson, Kelly Kelly, Maria et Mickie James contre Beth Phoenix, Layla, Jillian Hall Victoria et Melina  . Après qu'elle lui a accidentellement fait perdre un match, Palombo l'attaque, la faisant quitter la salle sur une civière.

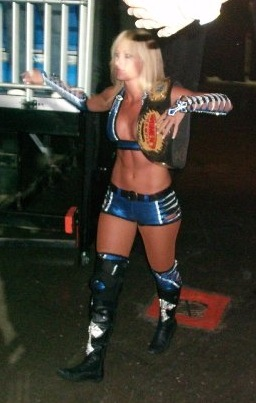
McCool, en tant que championne féminine de la WWE.

Le 25 janvier, McCool, Palumbo et Noble font équipe pour faire face à John Morrison, The Miz et Layla. Le match se passe déjà mal à cause d'une dispute entre Palumbo et Noble. Palumbo pousse Noble et ce dernier bouscula McCool hors du ring et elle est devenue inconsciente. Palumbo attaque sauvagement Jamie Noble et McCool est transportée hors de l'arène sur une civière.
McCool devient ensuite l'une des deux prétendantes au Championnat des Divas de la WWE, le nouveau titre féminin de la WWE après avoir gagné le WWE Diva Golden Dreams, et devient la toute première championne en battant Natalya au Great American Bash 2008,. Elle commencera une rivalité avec Maryse pour le titre, qu'elle défend contre elle à Smackdown! et Unforgiven qu'elle gagna à plusieurs reprises avec succès. Elle perdra finalement son titre lors d'un Special Guest Referee avec Maria pour arbitre. Après le match, elle réalise un heel turn en attaquant Maria.

#### Laycool et Women's Champion (2008-2011)
Son heel turn se confirme lors du Smackdown du 2 janvier 2009, où, après s'être excusée auprès de Maria et Eve,,, elle s'en prend à cette dernière. Après une tentative ratée de reprendre le Championnat des Divas à Maryse (à cause d'une intervention de Gail Kim, qui provoqua une disqualification), McCool participa à la bataille royale pour le titre de Miss WrestleMania lors de WrestleMania XXV où elle termina cinquième (elle et Mickie James s'éliminèrent l'une l'autre).
Devenue challengeuse pour le Championnat féminin de la WWE en battant Gail Kim le 22 mai, McCool s'empare du titre en battant Melina lors de The Bash, devenant par la même occasion la première femme à avoir cumulé ce titre ainsi que le Championnat des Divas au cours de sa carrière. Elle conserva son titre pendant presque six mois, parvenant notamment à le défendre à Night of Champions et à TLC: Tables, Ladders and Chairs (parallèlement, l'équipe féminine de Smackdown! dont elle est la capitaine bat celle de Raw lors de Bragging Rights et celle dont elle est la capitaine aux Survivor Series perd contre celle de Mickie James). Elle perdra son titre contre Mickie James en quelques secondes au Royal Rumble 2010, avant de le récupérer lors d'un Special Guest Referee durant lequel l'arbitre spéciale, Vickie Guerrero, l'aida à battre Mickie.
Plus tard, elle s'allie avec Layla et forment les LayCool. McCool perd son titre contre Beth Phoenix lors d'Extreme Rules, au cours d'un Extreme Makeover match. Le 11 mai, elle utilise sa possibilité de match revanche pour défier Beth Phoenix dans un Tornado Handicap match, au cours duquel Layla s'empare du titre en effectuant le tombé sur Beth, blessée. À partir de la semaine suivante, Layla et McCool se considèreront comme co-championnes(définissant que le règne est celui de LayCool), portant toutes les deux des ceintures féminines identiques, bien qu'officiellement seule Layla soit en possession du titre. Lors du Smackdown du 28 juillet, elle défend (bien qu'elle ne soit que championne officieuse) avec succès le titre féminin contre Tiffany. Parallèlement, le 1er juin, la WWE annonce que lors de la seconde saison de NXT, McCool et Layla deviennent les pros associés au rookie Kaval, devenant les premières femmes pros à participer au show et les premières pros (tous sexes confondus) à manager à plusieurs un seul débutant. Le 31 août, Kaval, après avoir été premier du classement à trois reprises, est déclaré gagnant de NXT.

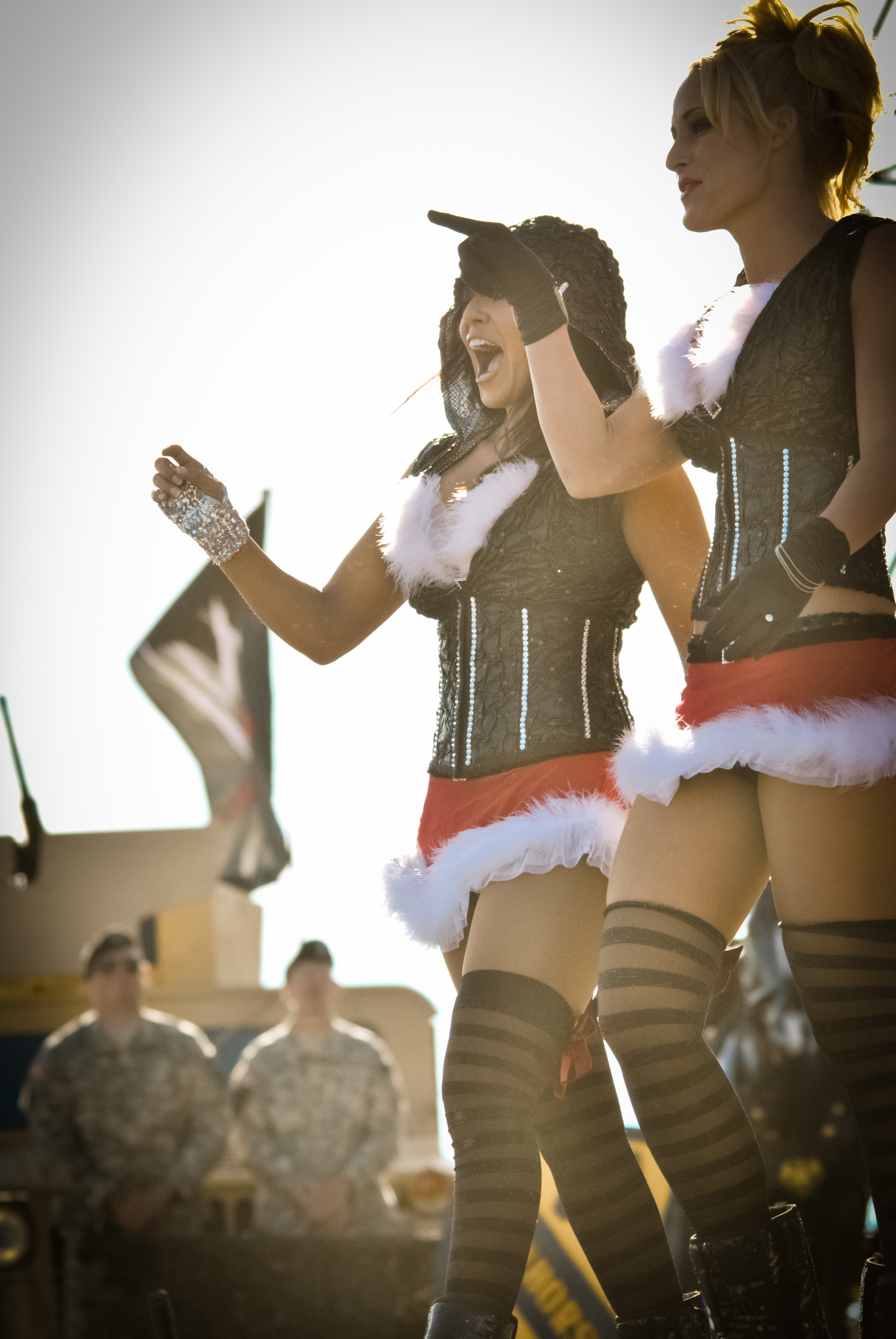
LayCool : Layla (à gauche) et Michelle McCool (à droite)

Lors de Night of Champions, McCool bat Melina pour unifier le Championnat des Divas au Championnat féminin de Layla, devenant l'unique championne féminine de la WWE et la toute première Championne unifiée des Divas (en référence au nouveau nom du titre des Divas). Par ailleurs, comme Layla l'avait fait avec le titre féminin, l'équipe LayCool se définissent alors comme co-championnes officieuses et Layla peut elle aussi défendre le titre. Lors de Hell in a Cell, elle défend son titre contre Natalya en perdant par disqualification, puis le mois suivant à Bragging Rights, Layla bat Natalya pour permettre à McCool de conserver le titre. Elles perdent le titre lors des Survivor Series au profit de Natalya dans un match handicap à deux contre une. Lors des Slammy Award, elle remporte deux prix : celui de diva de l'année (en remportant une bataille royale incluant la quasi-totalité des divas de la fédération) et celui du Moment « Knucklehead » de l'année avec Layla pour leur défaite face à Mae Young lors du Raw du 15 novembre.
Lors de TLC 2010, elle et Layla perdent face à Natalya et Beth Phoenix dans le premier Tag Team Tables Match de Divas de l'histoire de la WWE. Le SmackDown suivant, elle et Layla font alliance avec Dolph Ziggler contre Edge et Kelly Kelly dans le premier Mixed Tag Team Handicap Match de l'histoire pour le Championnat du Monde poids-lourds, match qu'elle et sa partenaire ne remportent pas.
Le 18 février, elle apparaît blessée au pied droit. Lors de l'Elimination Chamber 2011, elle et Layla attaquent Kelly Kelly, avant de se faire elles-mêmes attaquer par Trish Stratus. Lors du Raw du 14 mars, LayCool interviennent en faveur de Vickie Guerrero dans son match sans disqualification contre Trish Stratus, match que Vickie gagne grâce à elles. Cette dernière annonce à la fin du match que les LayCool s'associeront à Dolph Ziggler face à Trish Stratus, Nicole Polizzi et John Morrison à Wrestlemania XXVII. Lors du pay-per-view, LayCool et Dolph Ziggler perdent le match.

#### Rivalité avec Layla et départ (2011)
Lors du SmackDown du 8 avril, McCool et Layla perdent leur match face à Kelly Kelly et Beth Phoenix. Durant ce match, McCool montre des signes de volonté de rupture d'équipe en ayant intentionnellement projeté Layla à l'extérieur du ring, et simulé une douleur au dos alors que Layla voulait faire le tag. Lors du SmackDown du 15 avril, Layla perd son match contre Kelly Kelly et, après le match, McCool la pousse violemment. La séparation des LayCool se confirme le 22 avril à SmackDown lors de leur thérapie de couple où McCool attaque Layla. Le SmackDown suivant, Layla et McCool s'affrontent pour la première fois depuis 2008, mais cela se finit en double décompte à l'extérieur. Après ce match, Layla lui propose qu'elles s'affrontent lors d'Extreme Rules 2011 dans un match sans disqualification. McCool accepte mais ajoute une condition : que la perdante quitte la WWE. Lors d'Extreme Rules, McCool perd contre Layla, provoquant son renvoi immédiat. Elle est attaquée peu après son match par Kharma, qui lui porte sa prise de finition, l'Implant Buster.

#### Apparitions occasionnelles (2017-...)
Lors de Wrestlemania 33, elle est dans le public assistant a la défaite de son mari The Undertaker face à Roman Reigns.
Lors du 25e anniversaire de Raw le 22 janvier 2018, elle fait une apparition avec plusieurs anciennes catcheuses de la WWE comme Kelly Kelly, Torie Wilson, Maria Kanellis, Maryse, Jacqueline, les Bella Twins, Terri Runnels et Trish Stratus.
Lors du Royal Rumble, elle participe au premier Royal Rumble Match féminin, elle apparaît en 14e position, éliminant le plus de catcheuses avec 5 éliminations, mais elle se fera éliminer par Natalya ,. Lors de WWE Evolution, elle perd une bataille royale au profit de Nia Jax.
Elle participe également aux Royal Rumble 2022 et 2023.

## Autres médias
Le 5 novembre 2007, elle participe à l'émission Family Feud (l'équivalent américain d'Une famille en or) où elle fait partie de l'équipe des Divas avec la capitaine Candice Michelle, Maria, Layla et Queen Sharmell contre l'équipe des Superstars composée de Jonathan Coachman, Ric Flair, Batista, Mr. Kennedy et King Booker.
Le 6 février 2008, elle fait une apparition dans le Project Runway avec Layla, Maria, Candice Michelle, Krystal Marshall et Torrie Wilson.
Elle apparait aussi dans Best Damn Sport Show Period avec John Cena, le 3 juin 2008.
McCool est apparue en janvier 2009, dans l'édition Muscle & Fitness avec Eve Torres et Maryse.

## Palmarès
- World Wrestling Entertainment
  - membre du WWE Hall of fame 2025
  - 2 fois Championne des Divas de la WWE (première et unique championne unifiée)
  - 2 fois Championne féminine de la WWE[20],[37]
  - Slammy Award 2010 de la Diva de l'année
  - Slammy Award du Moment « Knucklehead » de l'année 2010 (avec Layla, pour leur défaite contre Mae Young le 15 novembre)

### Récompenses de magazines
- Pro Wrestling Illustrated
  - PWI Woman of the Year (2010)[38]
  - Top 50 Females

| Année     | 2008   | 2009   | 2010   |
| Rang      | 9      | 8      | 1      |
| Référence | [ 39 ] | [ 40 ] | [ 41 ] |

- Wrestling Observer Newsletter
  - Most Disgusting Promotional Tactic - 2009, pour ses moqueries sur les problèmes de poids de Mickie James

## Vie privée
Avant et durant son lycée, McCool a pratiqué le softball, et aussi joué en premier but au baseball. Ses parents, Terry et Mary McCool (qui sont brièvement apparus lors du WWE SmackDown du 11 juin 2010, où ils étaient dans le public) étaient respectivement professeur et son père était surintendant dans une école. Elle a un grand frère, joueur de football dans l'Université de Cincinnati.
Au terme de ses études, où elle a obtenu le grade de maîtrise en enseignement dans l'Université d'État de Floride, McCool a enseigné la science aux classes de cinquièmes. Parallèlement, elle a participé à des concours de fitness.
McCool a été mariée à Jeremy Louis Alexander, dont elle a divorcé en 2006,,. Étant chrétienne, les vêtements qu'elle porte pour catcher comportent des croix latines,.
Le 26 juin 2010, McCool a épousé Mark Callaway, plus connu à la WWE sous le pseudonyme de The Undertaker. Torrie Wilson, Victoria, Vickie Guerrero et Sharmell Sullivan (la femme de Booker T) étaient présentes au mariage. Le 1er août 2012, le président de la FCW annonce que McCool et Mark Calaway attendent leur premier enfant. Le 28 août est annoncée la naissance de leur fille, Kaia Faith Calaway. McCool déclara sur son compte Instagram le 24 août 2016 qu'elle est atteinte d'un cancer de la peau.